# Цзюйцюй Ухуэй
Цзюйцюй Ухуэй (кит. трад. 沮渠無諱, упр. 沮渠无讳, пиньинь Jǔqú Wúhuì, ?—444) — наследник правителей государства Северная Лян.

## Биография
Год рождения неизвестен. Первое упоминание в источниках относится к 437 году, когда Цзюйцюй Муцзянь назначил его губернатором в Цзюцюань. После того, как в 439 году Северная Вэй захватила северолянскую столицу Гуцзан, северовэйские войска начали занимать и другие города бывшей Северной Лян. Цзюйцюй Ухуэй вместе с присоединившимся к нему братом Цзюйцюй Идэ бежали из Цзюцюаня сначала в Цзиньчан, а затем в Дуньхуан.
Весной 440 года Цзюйцюй Ухуэй попытался отбить Цзюцюань. Поставленный Северной Вэй во главе Цзюцюаня Юань Цзе недооценил Ухуэя, и вышел из города для полевого сражения. Ухуэй разгромил Юань Цзе, после чего осадил и взял в город. Северовэйский император издал указ, требующий от Цзюйцюя Ухуэя покориться. Осенью 440 года Ухуэй согласился вернуть Цзюцюань и отпустить Юань Цзе, а взамен весной 441 года император даровал ему титул «Цзюцюаньского князя» (酒泉王).
Летом 441 года Цзюйцюй Танъэр — двоюродный брат Ухуэя, которого тот оставил во главе Дуньхуана — восстал. Оставив Цзюйцюй Тяньчжоу — другого двоюродного брата — во главе Цзюцюаня, Ухуэй подавил восстание (Танъэр погиб в бою). Власти Северной Вэй, однако, перестали ему доверять, и на Цзюцюань было отправлено войско во главе с генералом Даси Цзюанем. Зимой 441 года Цзюцюань был взят северовэйскими войсками; Тяньчжоу погиб. Опасаясь, что он станет следующей целью Северной Вэй, и не имея в Дуньхуане достаточных запасов продовольствия, Ухуэй решил создать себе новое государство в Западном Крае. Он отправил своего брата Цзюйцюй Аньчжоу против государства Шаньшань, но нападение было отбито. Тем не менее, в 442 году Ухуэй покинул Дуньхуан и, несмотря на то, что половина его солдат погибла по дороге от голода и жажды, соединился с Аньчжоу, после чего войска братьев взяли Шаньшань.
В это время Тан Ци, который когда-то был генералом на службе у государства Западная Лян, атаковал обосновавшегося в Гаочане другого генерала бывшей Северной Лян — Кань Шуана. Кань Шуан запросил помощи у Цзюйцюй Ухуэя, однако когда тот прибыл — Кань Шуан уже разгромил Тан Ци, убив того в бою, и отказался иметь дело с Ухуэем. Осень 442 года Цзюйцюй Ухуэй совершил неожиданное нападение на Гаочан и захватил его; Кань Шуан бежал в Жужаньский каганат. Цзюйцюй Ухуэй перенёс свою ставку в Гаочан, и отправил посольство в южнокитайскую империю Сун, предлагая стать вассалом; сунский император даровал ему титул «Хэсиского князя» (河西王).
В 444 году Цзюйцюй Ухуэй скончался, и на престол взошёл Цзюйцюй Аньчжоу.